# Bartolomé de las Casas
Bartolomé de las Casas (oko 1484. – 18. srpnja 1566.), španjolski dominikanac, povjesničar i društveni reformator iz 16. stoljeća. Postao je prvi rezidencijalni biskup Chiapasa i prvi službeno imenovani "zaštitnik Indijanaca". Njegovi opširni spisi, od kojih su najpoznatiji Brevísima relación de la destrucción de las Indias (španj. Kratki izvještaj o uništenju /Zapadnih/ Indija) i Historia de Las Indias (španj. Povijest /Zapadnih/ Indija), sadrže kronološki prikaz prvih desetljeća kolonizacije Zapadnih Indija (Kariba), s posebnim naglaskom na zvjerstva koja su kolonizatori činili nad domorodačkim stanovništvom.
Kao jedan od prvih doseljenika u Novi svijet sudjelovao je u progonima i na kraju bio ponukan da digne glas protiv zvjerstava koja su španjolski kolonizatori počinili nad američkim domorocima. Godine 1515. promijenio je dotadašnje vladanje i odrekao se vlastitih indijanskih robova i encomiende, te se kod kralja Karla V., Svetog Rimskog Cara, počeo zalagati za prava domorodaca. 1522. neuspješno je pokušao u djelo sprovesti novu vrstu mirne kolonizacije na obalama Venecuele, pa je stoga stupio u Dominikanski red i postao redovnik povlačeći se iz javnosti na deset godina. Zatim je otputovao u Srednju Ameriku miroljubivo evangelizirajući gvatemalske Maje i sudjelujući u raspravama meksičkih crkvenih vođa o najboljem mogućem načinu privođenja domorodaca kršćanskoj vjeri. Povratak u Španjolsku radi novačenja novih misionara iskorištava i za nastavak lobiranja za ukidanje encomiende. Značajan uspjeh doživio je kada su 1542. doneseni "Novi zakoni". Postavljen je za biskupa Chiapasa, no tu službu obavlja vrlo kratko. Budući da posjednici (španj. encomenderos) pružaju otpor provođenju "Novih zakona", a sam Bartolomé de las Casas dolazi u sukob s doseljenicima zbog svoje proindijanske politike i aktivističkih vjerskih stavova, prisiljen je vratiti se u Španjolsku. Ostatak života proveo je na španjolskom kraljevskom dvoru imajući velik utjecaj na politiku prema Karibima. 1550. je bio sudionik tzv. Valladolidske polemike, gdje je bio zastupnik stava da su Indijanci ljudi kao i svi drugi i da se njihovo prisilno podjarmljivanje ne može ničim opravdati. Zastupnik protivničkog stava bio je Juan Ginés de Sepúlveda, koji je tvrdio da su oni ljudi nižeg ranga, pa su im potrebni španjolski gospodari da ih civiliziraju.
Bartholomé de las Casas je 50 godina svoga života proveo aktivno se boreći protiv ropstva i kolonizatorskog nasilja nad domorodačkim narodom, osobito se trudeći učiniti kolonizatorsku politiku španjolskog dvora humanijom. Premda nije uspio u svom pokušaju da spasi karipske domoroce, njegovi su napori urodili s nekoliko poboljšanja pravnog statusa domorodaca i povećanom osjetljivošću vlasti na etičnost kolonijalizma. Putovao je po gotovo cijelom Novom svijetu, a godine 1532. bio je u Peruu, a potom u Nikaragvi, Hondurasu, Panami i na Antilima. Opisuje okrutnost Pizzara koji je ubijao trudne žene tako da bi im rasporio trbuh i mrtvorođenčađ bacao psima za hranu. Las Casas se zbog svega toga često smatra jednim od prvih zagovornika univerzalnih ljudskih prava.